# 마재광
꾸준히 세계 각국의 무술에 대한 칼럼과 연구 및 지역사회의 학교폭력예방,성폭력예방 등에 칼럼,무료교육 등을 통해 앞장서고 있다.